# Papilio rhodostictus
Papilio rhodostictus is een vlinder uit de familie van de pages (Papilionidae). De wetenschappelijke naam van de soort is voor het eerst geldig gepubliceerd in 1874 door Arthur Gardiner Butler & Druce. Deze naam wordt wel beschouwd als een synoniem van Papilio isidorus.